# Porcupine Plain
Porcupine Plain est une ville de la Saskatchewan au Canada.

## Géographie
La localité de Porcupine Plain est située dans l'est de la province de Saskatchewan.

## Histoire
La ville est fondée par des vétérans de la Première Guerre mondiale au début des années 1920.

## Démographie
| 2011 | 2016 | 2021 |
| ---- | ---- | ---- |
| 855  | 862  | 817  |